# Thomas Clarion
Thomas Clarion, né le 15 mars 1982 à Sallanches (Haute-Savoie), est un biathlète fondeur non voyant de haut niveau au sein de l’équipe de France handisport de ski nordique depuis 2007. Il est plusieurs fois médaillé aux Jeux paralympiques, avec deux médailles de bronze lors de l'édition de 2014 à Sotchi et une d'or, avec le relais, et de bronze en 2018 à Pyeongchang.

## Biographie
Né en mars 1982, Thomas Clarion perd la vue à l'âge de vingt ans. Déjà un bon skieur avant cette perte, il se dirige vers le sport.
Il devient fondeur.
À Sotchi, lors des Jeux paralympiques d'hiver de 2014, il concourt avec son guide Julien Bourla dans deux disciplines : le ski de fond où il obtient deux médailles de bronze en trois épreuves, dont le relais avec Benjamin Daviet, et le biathlon.
L'année suivante, il participe aux mondiaux de Cable aux États-Unis. Il y obtient deux médailles, l'argent sur vingt kilomètres et l'or avec le relais, avec Benjamin Daviet et Anthony Chalençon.
Avant les mondiaux de 2017 à Finsterau, il fait partie de la délégation française, qui comprend également Daviet et Chalençon, qui remporte six médailles d'or en sept podiums. Lors des mondiaux, il remporte la médaille de bronze du sprint. Avec Chalencon et Daviet, il remporte le relais open. Lors de la dernière course des mondiaux, le dix kilomètres, il est devancé par son compatriote Benjamin Daviet : ce sont les septième et huitième médailles tricolore de cette édition.
En fin de saison, lors des épreuves de Pyeongchang, répétition des Jeux paralympiques 2018, il obtient deux podiums, une troisième place et une victoire. Lors de ces jeux paralympiques, il obtient sa troisième médaille olympique en remportant la médaille de bronze du 20 kilomètres en ski de fond.  Lors du dernier jour de compétitions, il participe à la victoire du relais en ski de fond, avec Benjamin Daviet, Anthony Chalançon et Antoine Bollet, la France s'imposant devant la Norvège.

## Autres activités
Il exerce la profession de masseur-kinésithérapeute au sein du Centre de réadaptation Martel-de-Janville à Bonneville.

## Jeux paralympiques d'hiver

### Skide fond
| Édition / Épreuve | Sprint | 10 km                               | 20 km                                  | 4 × 2,5 km                          |
| ----------------- | ------ | ----------------------------------- | -------------------------------------- | ----------------------------------- |
| 2010 Vancouver    | 15e    | DNS                                 | 6e                                     | 6e                                  |
| 2014 Sotchi       | 10e    | Médaille de bronze, Jeux olympiques |                                        | Médaille de bronze, Jeux olympiques |
| 2018 Pyeongchang  | 8e     | 4e                                  | Médaille de bronze, Jeux paralympiques | Médaille d'or, Jeux paralympiques   |

### Biathlon
| Édition / Épreuve | 12,5 km | Poursuite 3 km | Sprint 7,5 km |
| ----------------- | ------- | -------------- | ------------- |
| 2010 Vancouver    | 5e      | 8e             |               |
| 2014 Sotchi       |         |                | 15e           |

## Championnats du monde handisport
| Édition / Épreuve | Ski de fond | Ski de fond | Ski de fond              | Ski de fond          | Biathlon |
| Édition / Épreuve | Sprint      | 10 km       | 20 km                    | 4 × 2,5 km           | Sprint   |
| ----------------- | ----------- | ----------- | ------------------------ | -------------------- | -------- |
| 2015 Cable        | 8e          | 5e          | Médaille d'argent, monde | Médaille d'or, monde |          |
| 2015 Cable        |             |             |                          | 11e                  |          |
| 2017 Finsterau    | [ 6 ]       | [ 8 ]       | 5e                       | Médaille d'or, monde |          |

## Distinctions
- Chevalier de l'ordre de la Légion d'Honneur en 2018[12]
- Chevalier de l'Ordre national du Mérite en 2014[13]